# Nó de escota

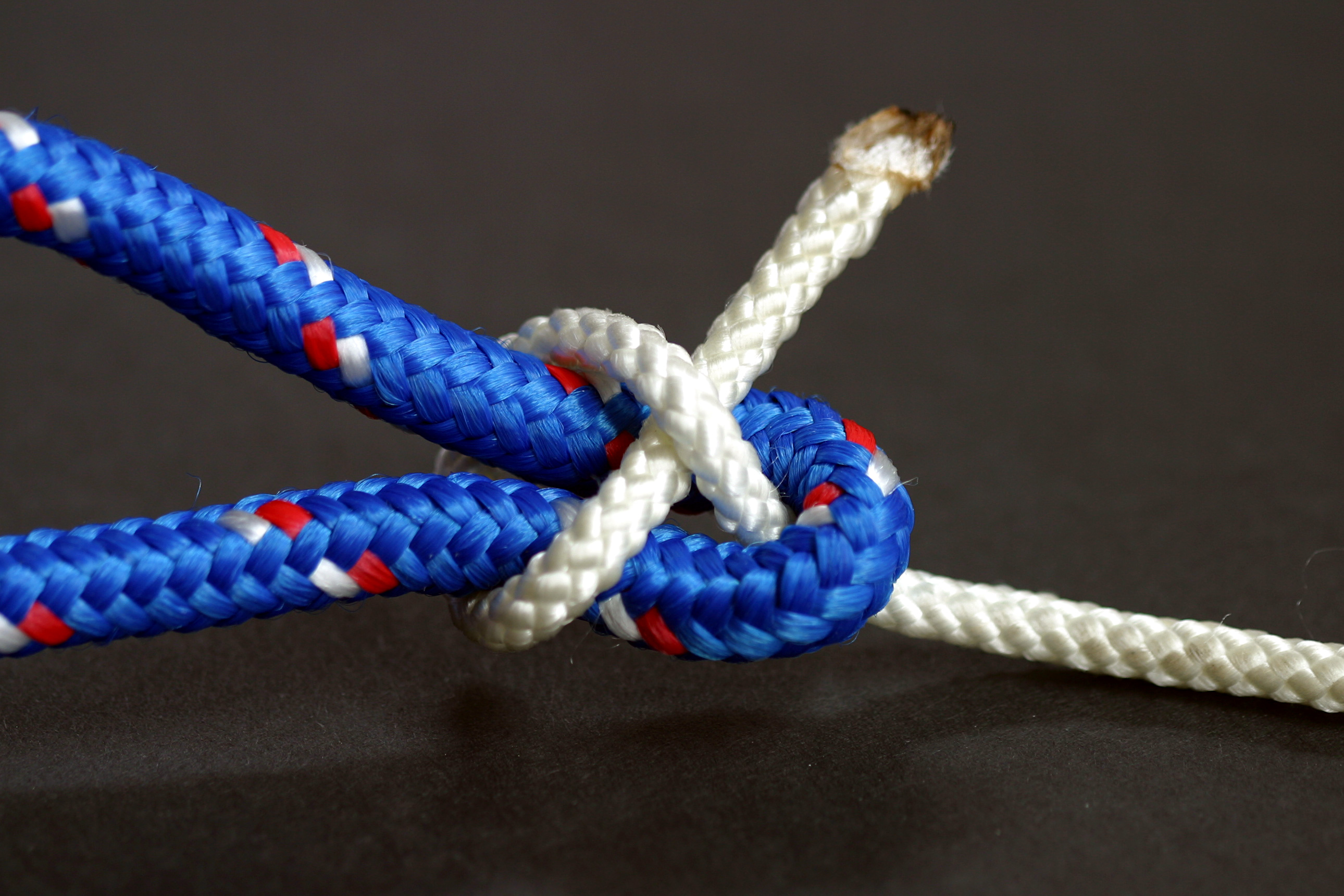
Nó de escota

Nó muito útil. Serve para unir cabos de bitolas ou espessuras diferentes.  Variantes do nó de escota estão relacionadas no Ashley Book of Knots sob os números #1, #1431 (nó de escota simples); #488, #1434 (duplo); e #2, #485 ("weaver's").
Observe que o cabo mais fino é o que deve ser usado para fazer as voltas em torno da alça, que deve ser formada com o cabo mais grosso.

## Nó de escota alceado
Possui as mesmas utilidades e uma pequena diferença em sua produção

## Nó de Escota duplo

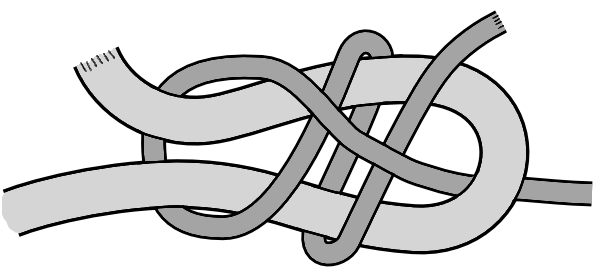
Nó de escota duplo

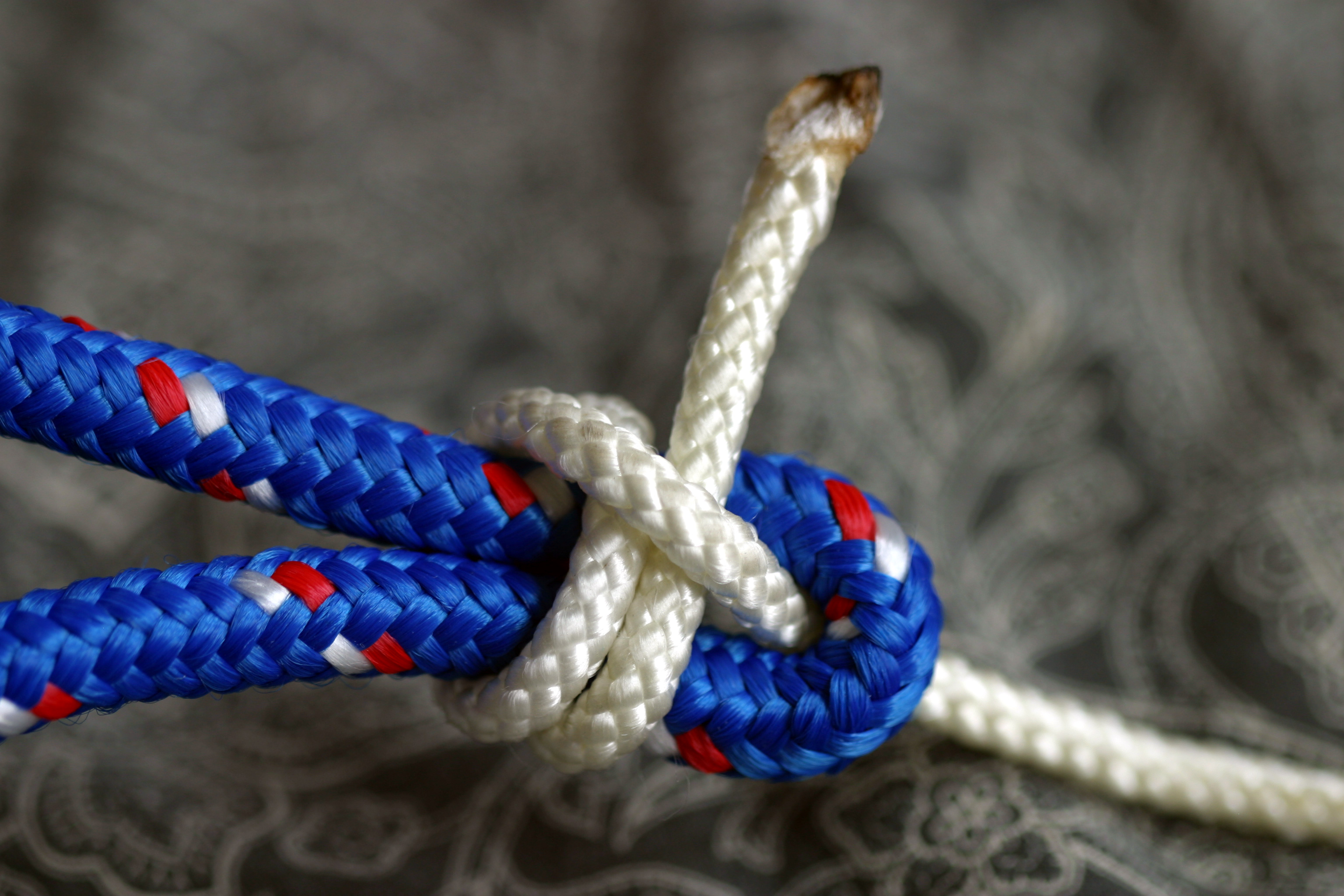
Nó de escota duplo

Possui a mesma função do nó de escota, mas é mais firme e confiável devido à volta adicional.  Está relacionado no Ashley Book of Knots como o nó de números #488 e #1434.